# Российская государственная библиотека для слепых

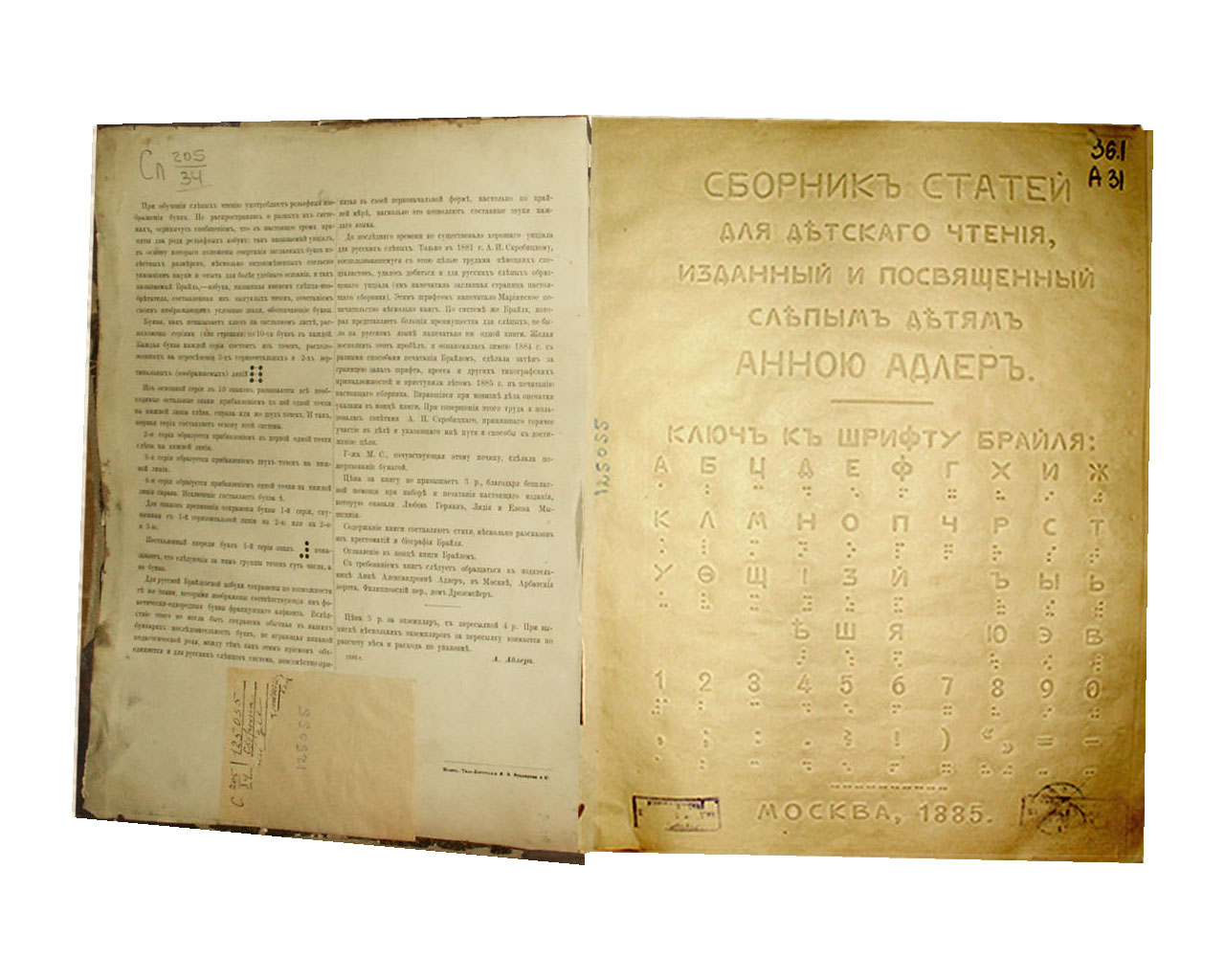
Первая книга с рельефно-точечным шрифтом на русском языке

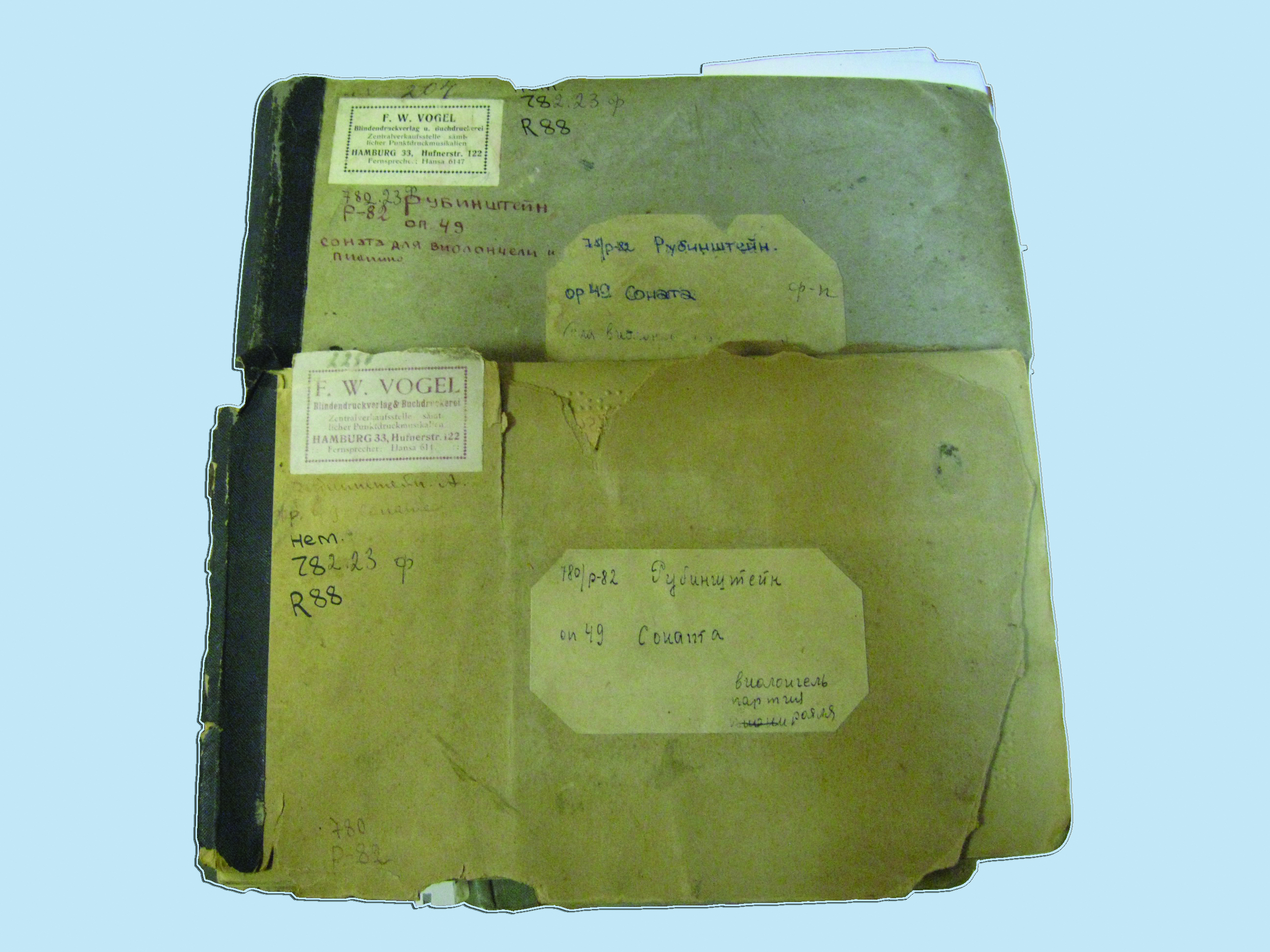
Первые ноты РТШ из фондов РГБС

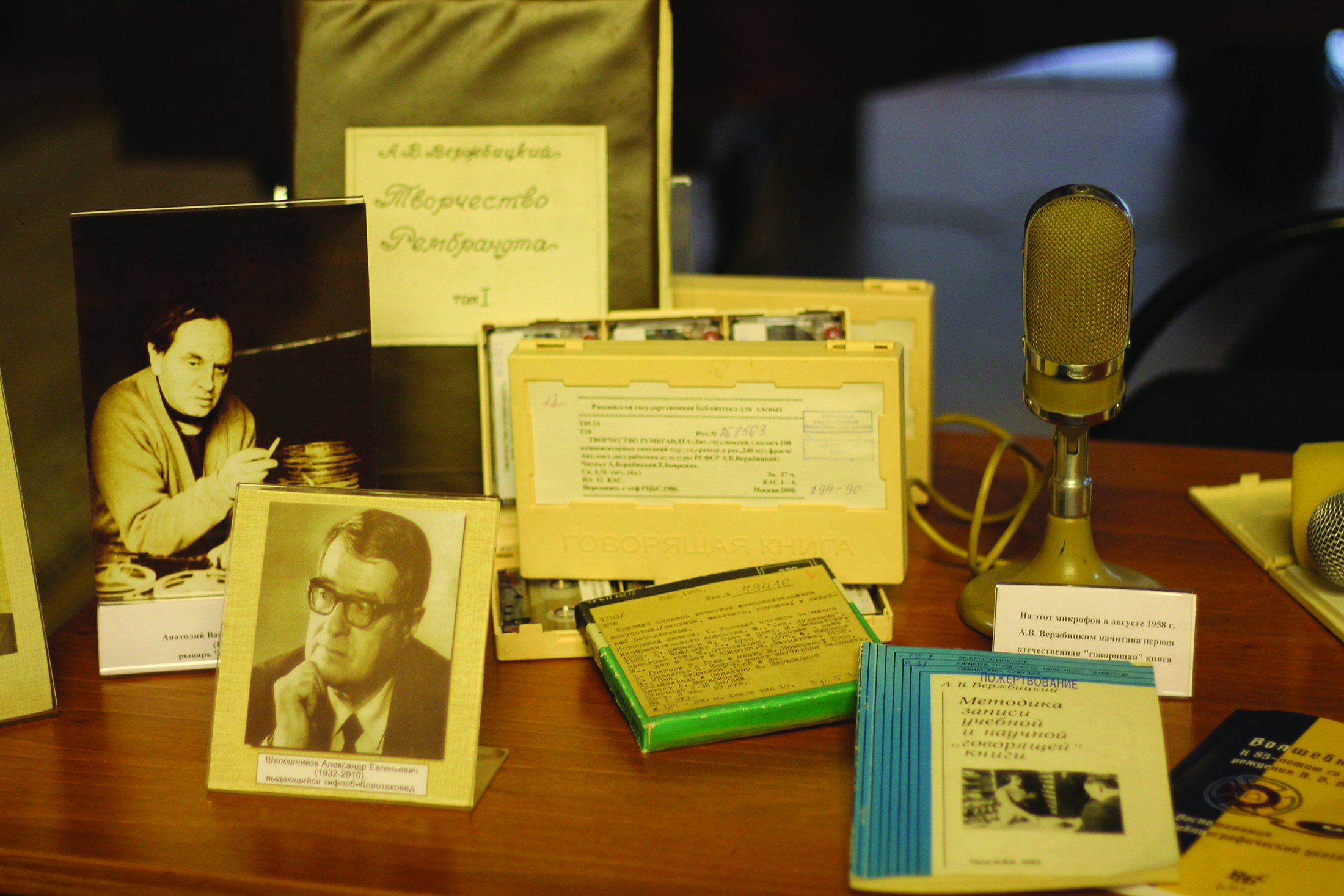
Фрагмент экспозиции в РГБС "История "говорящей" книги"

Федеральное государственное бюджетное учреждение культуры «Российская государственная библиотека для слепых» (сокращенно — РГБС) — крупнейшая и старейшая в Российской Федерации специализированная библиотека универсального профиля. Свою основную задачу Российская государственная библиотека для слепых видит в обеспечении равного и беспрепятственного доступа к библиотечным ресурсам и услугам для людей с нарушениями зрения в том же объёме и того же качества, что и для всех остальных граждан.

## История

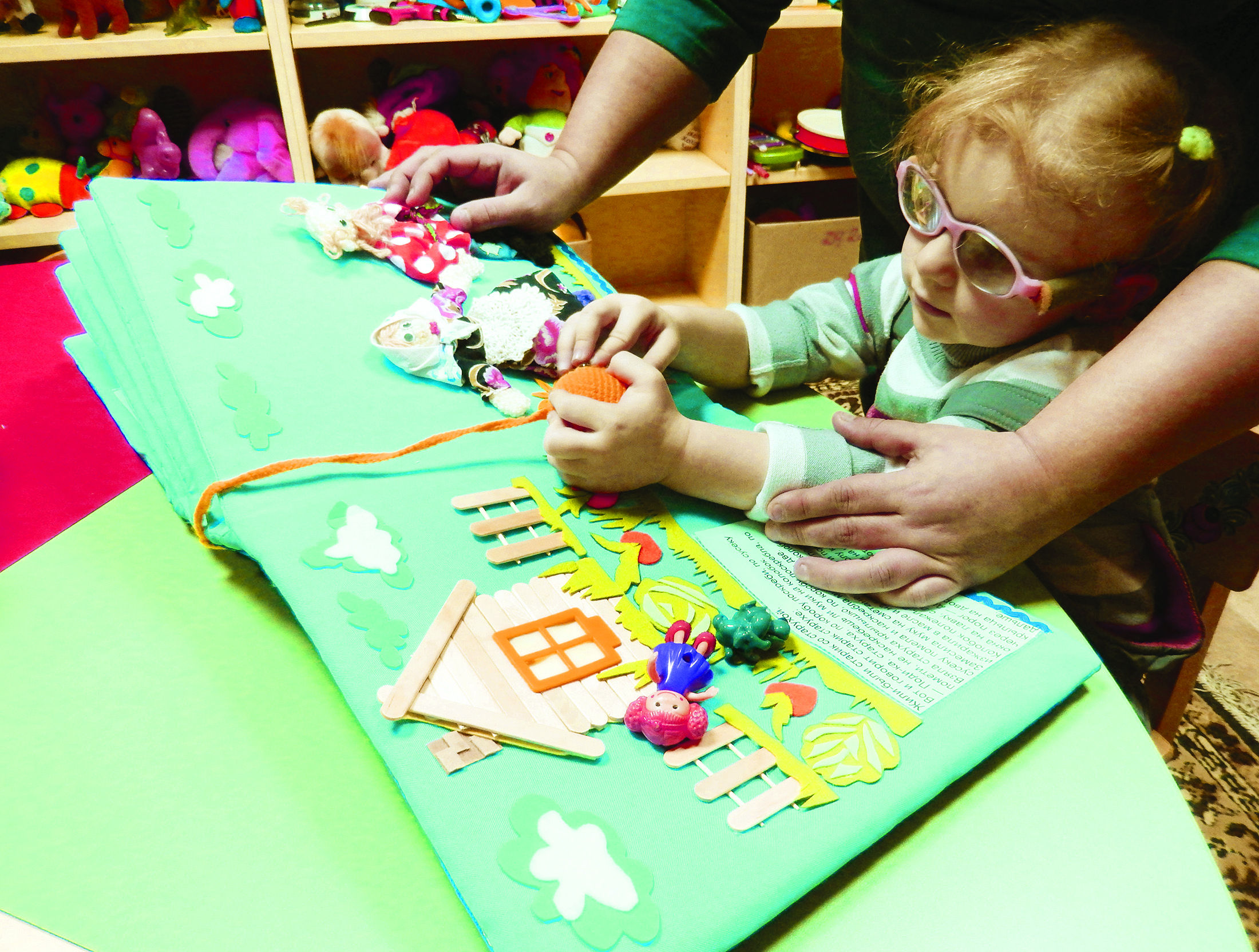
Работа с тактильной книгой в Центре ранней интервенции

Официально годом основания Российской государственной библиотеки для слепых считается 1920-й, но история её создания, так же как и всей отечественной системы информационно-библиотечного обслуживания слепых, уходит корнями гораздо глубже. Она берёт своё начало в конце 80-х годов XIX столетия и неразрывно связана с историей возникновения в России Попечительства о слепых и теми принципами, на которых строилась его деятельность и которые были восприняты впоследствии специальными библиотеками для слепых, — принципами гуманизма, добра и милосердия.
К началу XX века при финансовой поддержке Попечительства императрицы Марии Александровны о слепых в России действовало 24 школы для незрячих детей и, соответственно, столько же ученических библиотек, книги для которых печатались в двух небольших типографиях: при Александро-Мариинском училище для слепых в Санкт-Петербурге и при Московском учебно-воспитательном заведении для слепых.
В 1895 году в библиотеке Румянцевского музея по инициативе А. А. Адлер (московская подвижница, выпустившая первую книгу рельефно-точечным шрифтом на русском языке) при поддержке директора музея В. А. Дашкова и профессора И. В. Цветаева впервые в России был открыт небольшой читальный зал для взрослых слепых людей, фонд которого впоследствии был передан основанной в 1920 году Центральной библиотеке для слепых — первому специализированному учреждению, призванному обеспечивать информационную поддержку незрячих читателей. В 1938 году Библиотека начинает обслуживать жителей не только Москвы, но и области и переименовывается в Московскую городскую библиотеку для слепых. В 1992 году она получила новое имя — Российская государственная библиотека для слепых, — которое хорошо известно не только в России, но и далеко за её пределами, повсюду, где проживают незрячие люди, желающие читать литературу на русском языке в доступных для них форматах.
Российская государственная библиотека для слепых является активным членом Российской библиотечной ассоциации, Международной федерации библиотечных ассоциаций и учреждений.

## Фонды и ресурсы библиотеки
Фонд Российской государственной библиотеки для слепых включает:
- книги и периодические издания, воспроизведённые рельефно-точечным шрифтом Брайля;
- «говорящие» книги на аналоговых и цифровых носителях информации;
- фильмы с тифлокомментариями, аудиоэкскурсии и другие звуковые ресурсы, обеспечивающие словесное замещение визуальной информации, недоступной слепым людям;
- рельефно-графические пособия, книги с тактильными иллюстрациями, рельефно-графические пособия, 3D-модели[7];
- книги с укрупнённым шрифтом, адаптированные высококонтрастные иллюстрации;
- плоскопечатные книги, газеты и журналы, и другие документы.

С учётом сетевых ресурсов фонд Библиотеки составляет свыше 1 млн 500 тыс. единиц хранения.

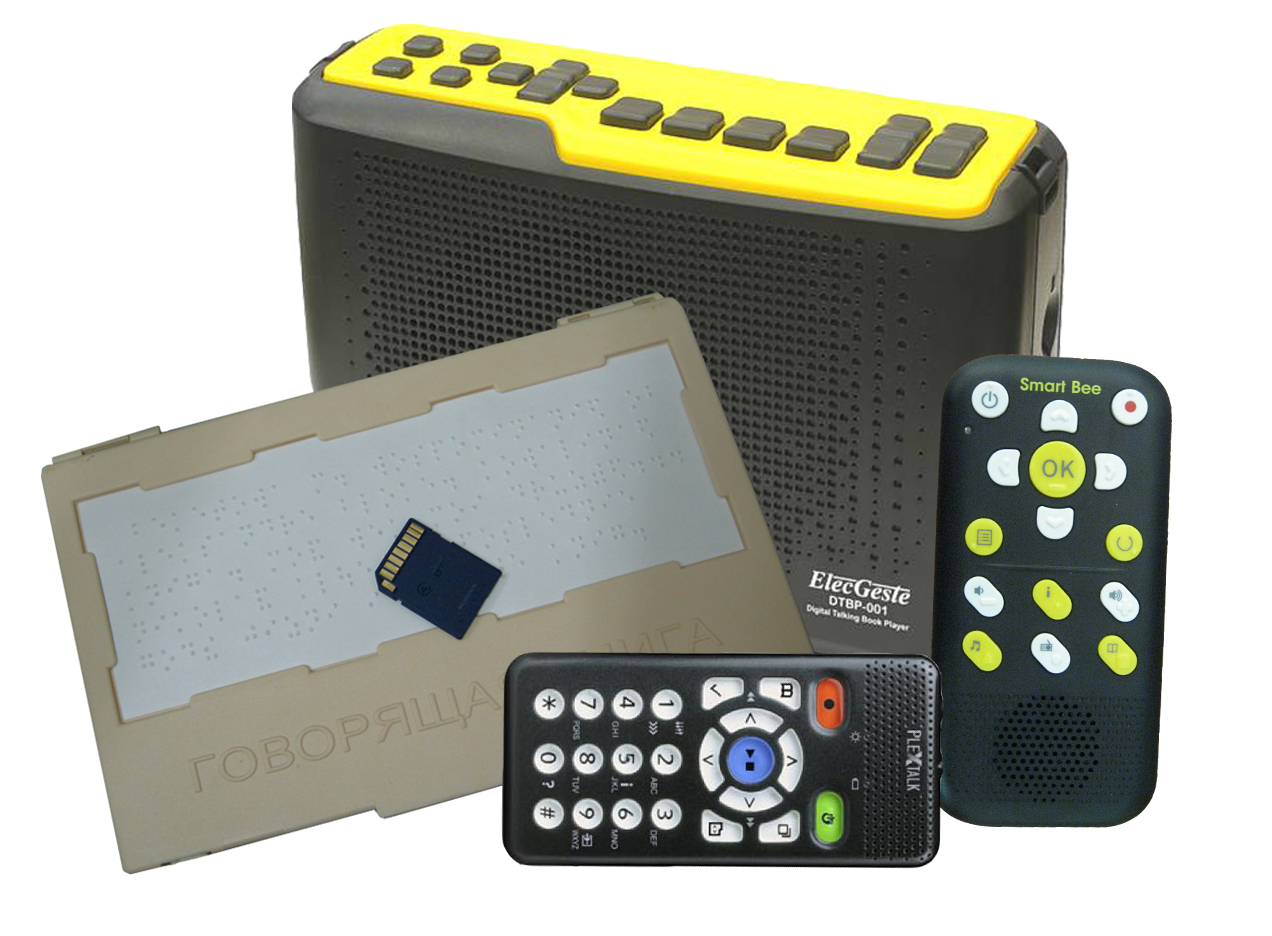
«Говорящая» книга и тифло-флеш-плееры

Общее число пользователей Библиотеки — 15138 человек, из них: — инвалидов по зрению — 13024; — детей — 698; — молодёжи — 2168, в том числе студентов — 252; — удалённых пользователей — 2799. Системой нестационарного обслуживания охвачены более 9 тыс. человек. 420 читателей, имеющих дополнительные ограничения здоровья, пользуются услугами надомного абонемента. Библиотекой организованы 90 пунктов выдачи литературы специальных форматов: — на учебно-производственных предприятиях и в первичных организациях Всероссийского общества слепых; — в лечебных и реабилитационных учреждениях; — в школах и публичных библиотеках, в других местах пребывания инвалидов.

## Основные задачи библиотеки
Одной из важнейших задач в деятельности библиотеки для слепых является создание безбарьерной социокультурной среды для людей с ограниченными возможностями здоровья, их социальной адаптации, реабилитации и интеграции в социум. Библиотека выполняет просветительскую, культурно-досуговую и информационную функции, способствует развитию разнообразных жизненно важных познавательных навыков, повышает самооценку личности, раскрывает её творческие способности, приобщает к активной жизни в обществе и изменяет позицию общества по отношению к инвалидам и инвалидности. Деятельность библиотеки по социокультурной реабилитации нацелена на обеспечение информационной поддержкой, ресурсами и услугами всех сфер жизни инвалидов. Эта деятельность осуществляется по нескольким основным направлениям:
1. Проведение просветительских и культурно-досуговых мероприятий (экскурсии по библиотечным и музейным экспозициям с тифлокомментированием; литературные и музыкальные вечера; читательские конференции; выставки художественных работ профессиональных скульпторов, художников, дизайнеров, а также творческих работ пользователей библиотеки;

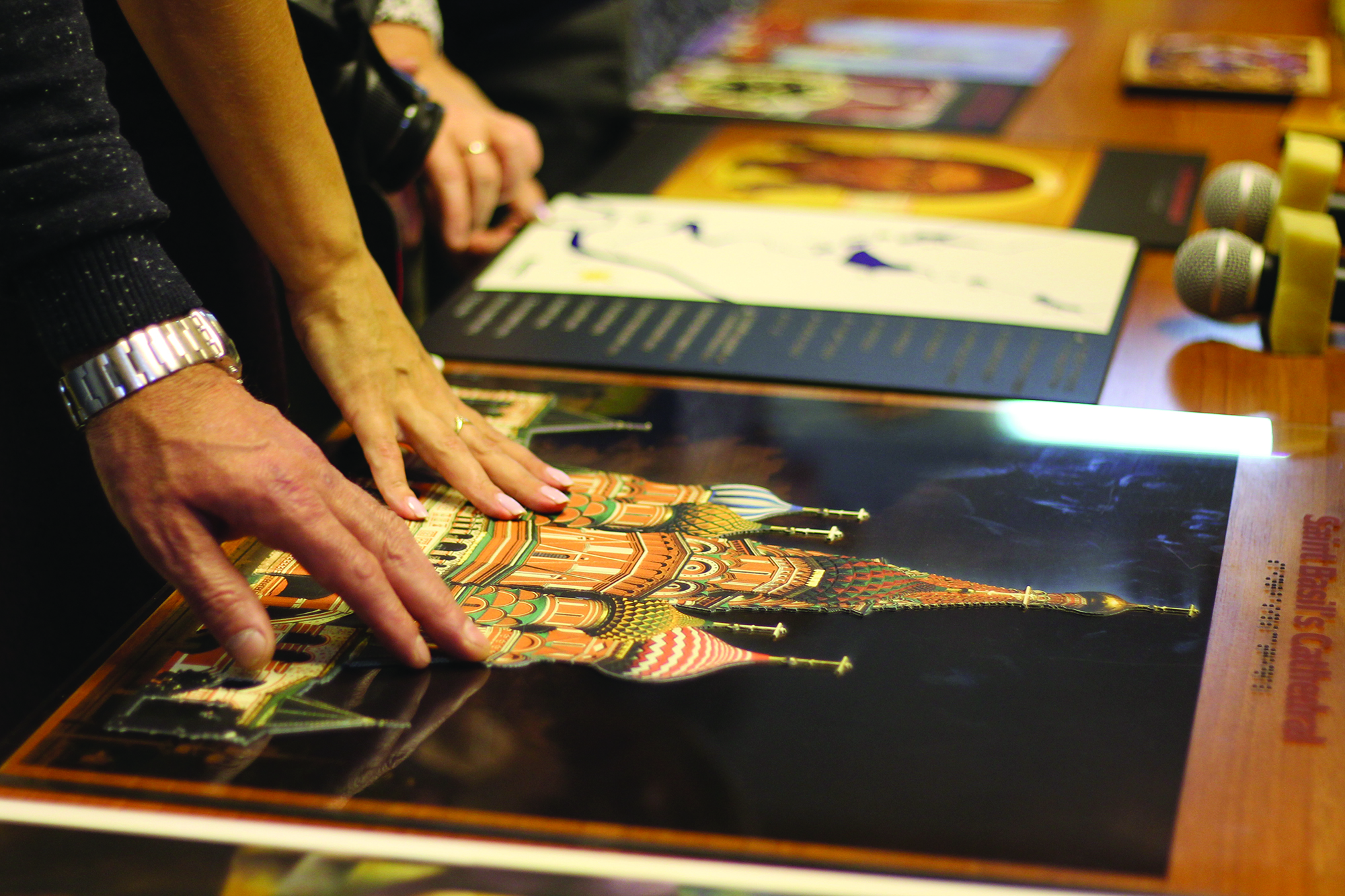
Выставка рельефной графики

2. Выставка рельефной графикиОбеспечение пользователей ресурсами в специальных доступных для слепых и слабовидящих форматах, в том числе путём воспроизведения актуальных изданий различной тематики рельефно-точечным шрифтом (шрифт Брайля) и в озвученном виде («говорящая» книга);
3. Использование адаптивных технических средств и компьютерных технологий, обеспечивающих компенсацию зрительной недостаточности[10].

Программные и технические средства компенсации зрительной недостаточности включают:
- брайлевские дисплеи и принтеры, тактильные планшеты;

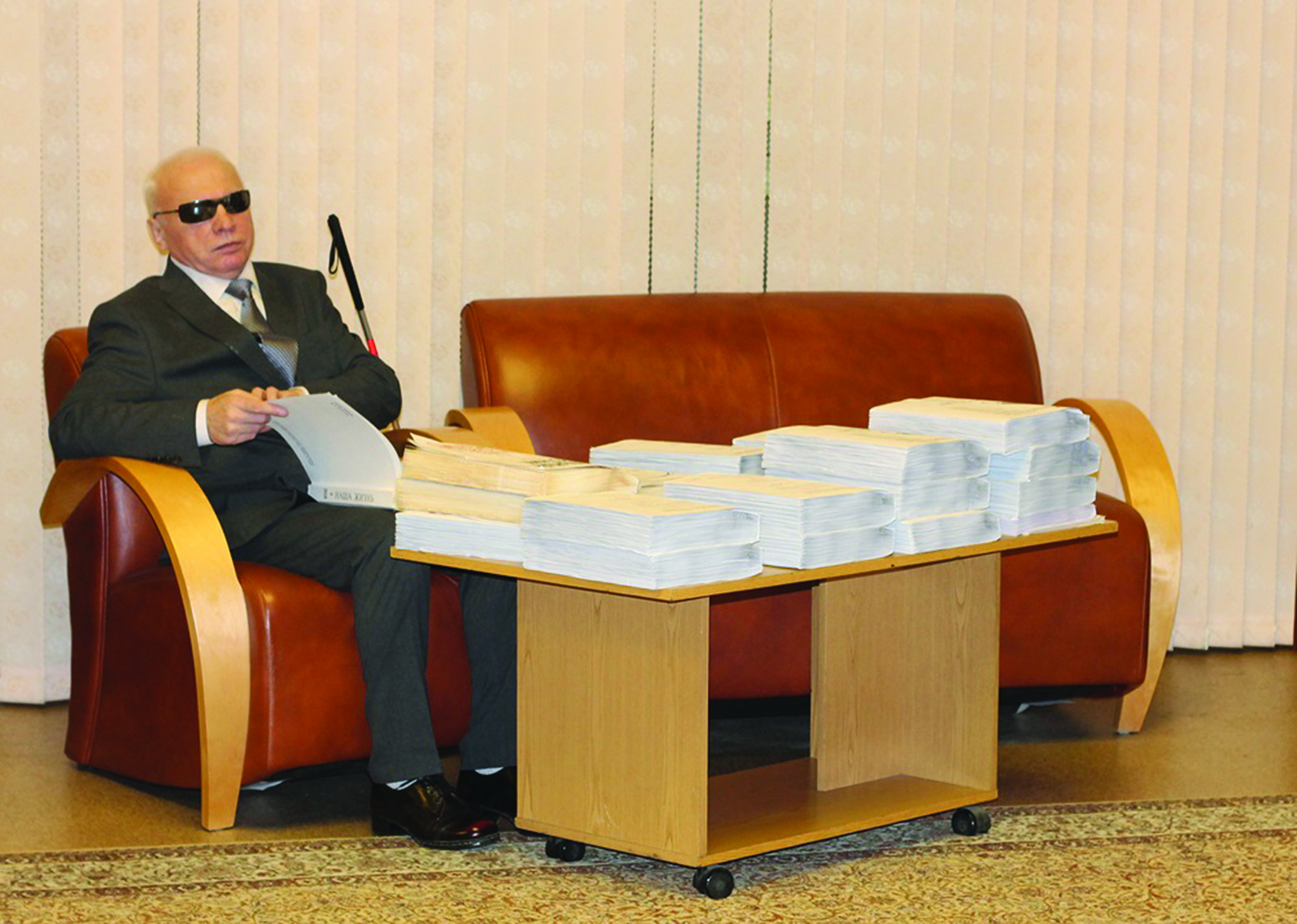
Журналы с рельефно-точечным шрифтом

- Журналы с рельефно-точечным шрифтомпрограммы экранного доступа и синтеза речи, звуковые метки в составе специально предназначенных для незрячих гаджетов, таких как PennyTalk, а также технологий генерации QR-кодов;
- программы увеличения изображения на экране, аналоговые и цифровые лупы;

- аппараты для прослушивания цифровых «говорящих» книг с криптозащитой из электронной библиотеки Talking Book Library.

Внедрена технология онлайн-обслуживания незрячих читателей, развивается дистанционное обслуживание, что создаёт дополнительные удобства для людей, имеющих ограничения здоровья.
Стремясь к развитию ассортимента ресурсов и услуг, доступных незрячим людям, Российская государственная библиотека для слепых реализует различные проекты, среди которых:

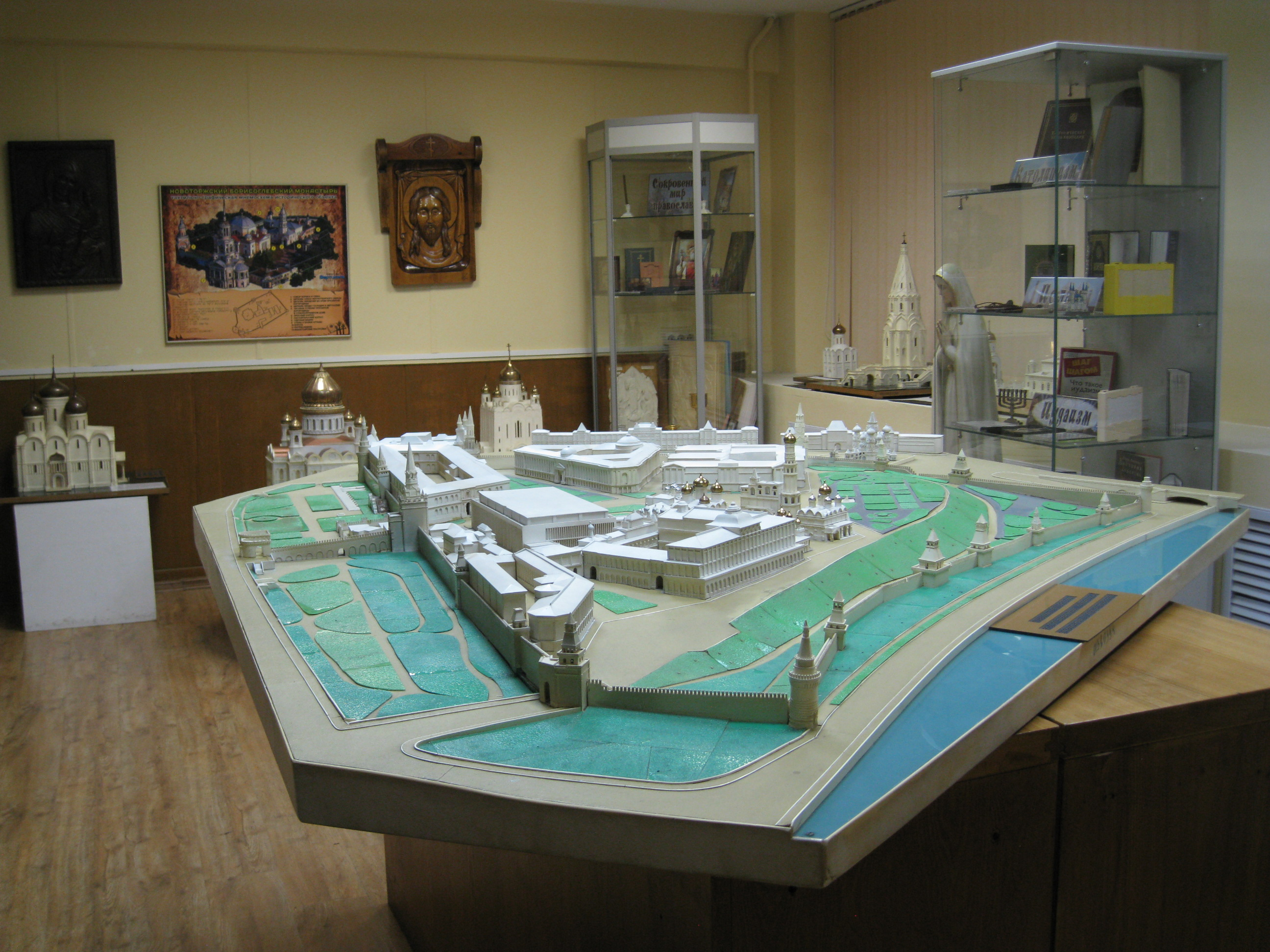
Зал тактильного восприятия произведений искусств

- Зал тактильного восприятия произведений искусств пополнение коллекции Зала тактильного восприятия произведений искусств, создание тифлокомментариев к экспозициям, проведение тематических экскурсий[11];

- формирование Электронной библиотеки нот, изданных рельефно-точечным шрифтом Брайля, в помощь учащимся и профессиональным музыкантам, преподавателям музыки для незрячих;
- разработка научных подходов к созданию инновационных информационных объектов — копий произведений искусств, математическим моделям и другим тактильным объектам на базе Лаборатории трёхмерного моделирования Библиотеки[12];
- создание базы данных «Библиотека тактильных образов для незрячих», нацеленной на расширение предметных представлений незрячих о мире науки и искусства;

- привлечение незрячих детей к чтению в Центре ранней интервенции Библиотеки;

- воспроизведение рельефно-точечном шрифтом с тактильными иллюстрациями детских книг для послебукварного и внеклассного семейного чтения;
- изготовление познавательных тактильных рукодельных книг со звуковым сопровождением научно-популярной и культурно-исторической направленности.

## Научно-исследовательская и методическая деятельность

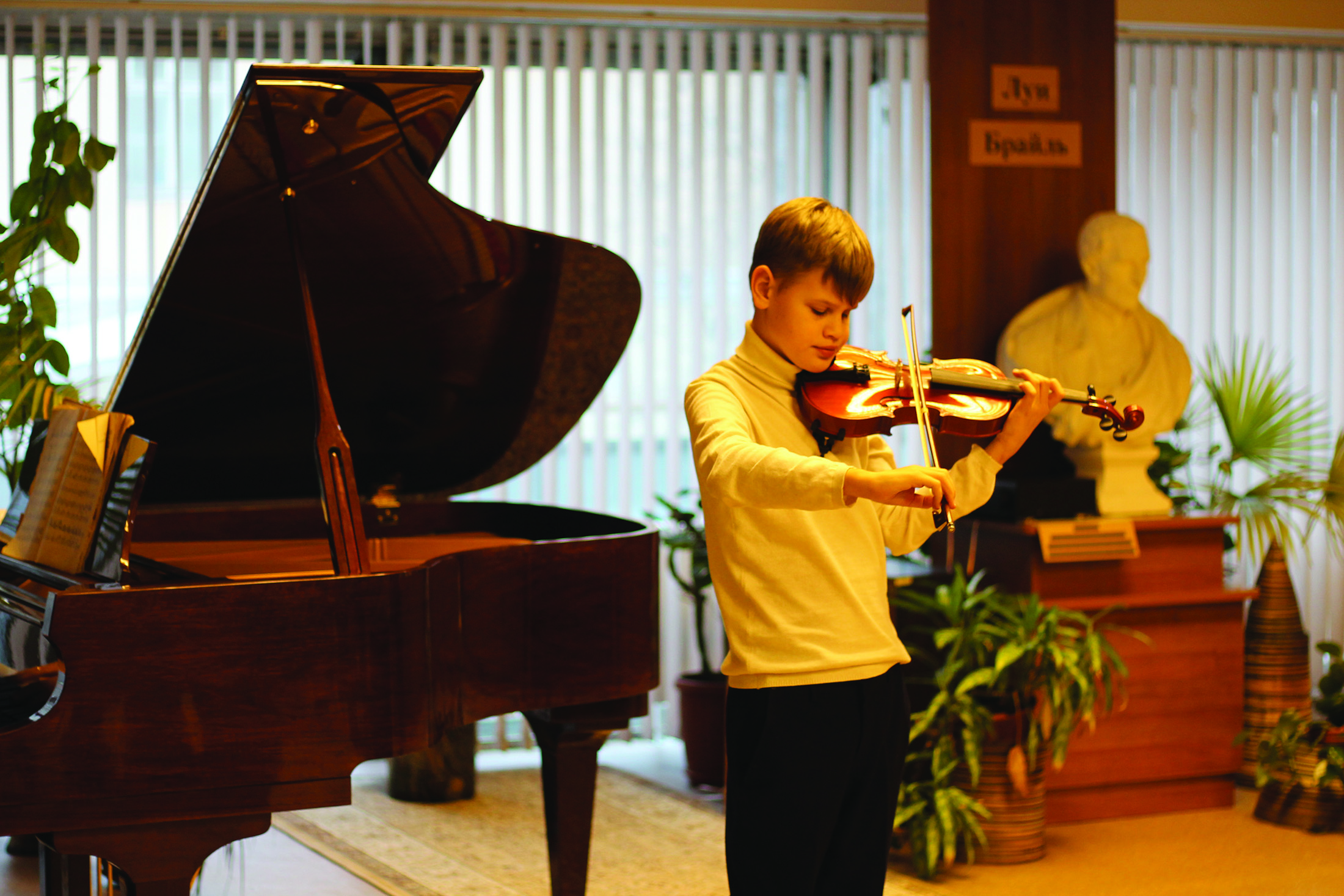
Незрячий музыкант в читальном зале РГБС

Особое внимание в деятельности Библиотеки уделяется организационно-методической и научно-исследовательской работе, методическому взаимодействию с сетью библиотек для слепых Российской Федерации, выпуску научно-практических, библиографических и других пособий профессиональной направленности, повышению квалификации сотрудников Библиотеки, вовлечению в работу с инвалидами учащихся высших и средних учебных заведений по специальностям «коррекционная педагогика» и «библиотечное дело».
Российская государственная библиотека для слепых как исследовательский и методический центр аккумулирует отечественный и зарубежный опыт в сфере дефектологии, тифлопсихологии и тифлопедагогики, ознакомиться с которым можно в отделах обслуживания библиотеки, а также посредством базы данных «Виртуальный тифлолог».

## Награды
- Благодарность Министра культуры и массовых коммуникаций Российской Федерации (22 ноября 2005 года) — в связи с 85-летием со дня основания федерального государственного учреждения культуры «Российская государственная библиотека для слепых»[13]